# Olivierus
Genre
Synonymes
- Afghanobuthus Lourenço, 2005

Olivierus est un genre de scorpions de la famille des Buthidae.

## Distribution
Les espèces de ce genre se rencontrent en Asie et dans l'Est de l'Europe.

## Liste des espèces
Selon The Scorpion Files (20/02/2024) :
- Olivierus brutus (Fet, Kovařík, Gantenbein, Kaiser, Stewart & Graham, 2018)
- Olivierus caucasicus (Nordmann, 1840)
- Olivierus elenae (Fet, Kovařík, Gantenbein, Kaiser, Stewart & Graham, 2018)
- Olivierus extremus (Werner, 1936)
- Olivierus fuscus (Birula, 1897)
- Olivierus gorelovi (Fet, Kovařík, Gantenbein, Kaiser, Stewart & Graham, 2018)
- Olivierus hainanensis (Birula, 1904)
- Olivierus intermedius (Birula, 1897)
- Olivierus kaznakovi (Birula, 1904)
- Olivierus kreuzbergi (Fet, Kovařík, Gantenbein, Kaiser, Stewart & Graham, 2018)
- Olivierus longichelus (Sun & Zhu, 2010)
- Olivierus martensii (Karsch, 1879)
- Olivierus mikhailovi Fet, Kovařík, Gantenbein & Graham, 2021
- Olivierus mischi (Fet, Kovařík, Gantenbein, Kaiser, Stewart & Graham, 2018)
- Olivierus nenilini (Fet, Kovařík, Gantenbein, Kaiser, Stewart & Graham, 2018)
- Olivierus parthorum (Pocock, 1889)
- Olivierus przewalskii (Birula, 1897)
- Olivierus voldemari Fet, Kovařík, Gantenbein & Graham, 2021

## Systématique et taxinomie
Ce genre a été décrit par Farzanpay en 1987 dans les Buthidae. Il est placé en synonymie avec Mesobuthus par Gantenbein, Fet et Gromov en 2003. Il est relevé de synonymie par Kovařík en 2019.
Afghanobuthus a été placé en synonymie par Kovařík en 2019.

## Étymologie
Ce genre est nommé en l'honneur de Guillaume-Antoine Olivier.

## Publication originale
- Farzanpay, 1987 : « Knowing scorpions ». Teheran Central University Publications, no 312, Biology 4, p. 1-231 (fa).